# 刘德裕
劉德裕（？—628年2月9日），唐朝初年政治人物。
刘德裕官至右武卫将军。贞观元年（627年）利州都督李孝常入朝留在京城，他和右武卫将军刘德裕及其外甥统军元成節、监门将军长孙安业相互议论符命，又说有受命于天的征兆，秘密通过宿卫兵叛乱。等到谋反的事被查觉，四人被逮捕。长孙安业是长孙皇后的同父异母哥哥，父亲长孙晟死后，长孙安业把长孙无忌、长孙皇后兄妹二人赶到他们的舅舅高士廉家。长孙皇后为长孙安业求情，长孙安业得以免死，十二月三十日，刘德裕、李孝常、元成節被处死。
其妻齐国夫人没入掖庭，成为皇子晋王李治的保母。劉德裕之子劉藏，官至光禄卿、复州刺史。劉藏之子劉默，留有墓志出土。
註： 劉德裕也可以指： 臺灣資深男演員劉德凱的兄長